# Eliane Plewman

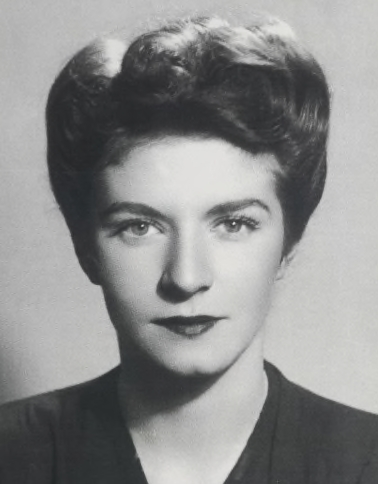
Eliane Plewman

Eliane Sophie Plewman, geborene Browne-Bartroli (* 6. Dezember 1917 in Marseille; † 13. September 1944 im KZ Dachau) war eine Agentin der britischen nachrichtendienstlichen Spezialeinheit Special Operations Executive (SOE).

## Leben
Die Tochter eines englischen Vaters und einer spanischen Mutter wurde in Marseille geboren und wuchs in Frankreich, England und Spanien auf, so dass sie drei Sprachen fließend beherrschte. Nach ihrem Schulabschluss arbeitete sie für eine Importfirma in Leicester als Fremdsprachenkorrespondentin, dort lernte sie auch ihren späteren Mann Tom L. Plewman kennen, den sie im Sommer 1942 heiratete. Nach Kriegsbeginn war Plewman an den britischen Botschaften in Lissabon und Madrid tätig. 1942 zurück in London, erhielt sie eine Anstellung in der spanischen Abteilung des britischen Informationsministeriums.
Im Frühjahr 1943 wurde Plewman wegen ihrer Französischkenntnisse von SOE für die Sektion F unter dem Tarnnamen „Gaby“ angeworben, um in Frankreich die Résistance zu unterstützen. Nach einer umfangreichen Ausbildung landete sie in der Nacht zum 14. August 1943 mit dem Fallschirm in der Nähe von Lons-le-Saunier im Jura, um als Kurier den Agentenring „Monk“ unter seinem Leiter Charles Skepper im Raum Marseille zu unterstützen. Ihr gefälschter französischer Ausweis lautete auf den Namen Eliane Jacqueline Prunier. Ein halbes Jahr lang konnte Plewman trotz großer Schwierigkeiten ihre Kurieraufgaben erfüllen, bis sie am 23. oder 24. März 1944 mit anderen „Monk“-Mitgliedern von der Gestapo festgenommen, verhört und misshandelt wurde. Nach drei Wochen im Marseiller Gefängnis Les Baumettes wurde sie in das Pariser Gefängnis Fresnes überstellt.

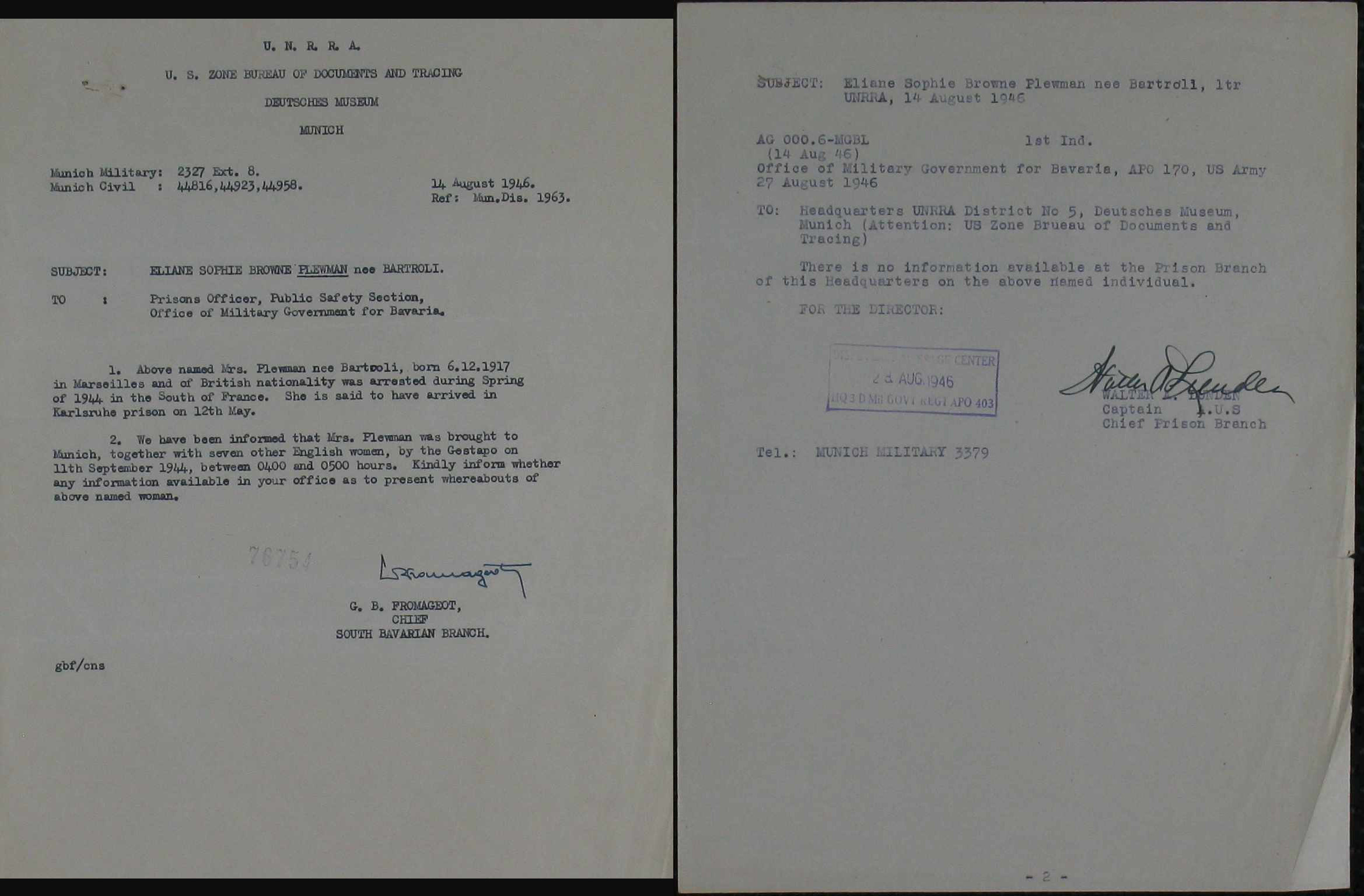
Nachkriegsanfrage und Bericht über die Bemühungen, Éliane Plewman ausfindig zu machen

Am 12. Mai 1944 brachte ein Lastwagen Plewman und sieben weitere in Fresnes festgehaltene SOE-Agentinnen (Yolande Beekman, Andrée Borrel, Madeleine Damerment, Vera Leigh, Sonia Olschanezky, Diana Rowden und Odette Sansom) in das Gefängnis in Karlsruhe, wo sie als sogenannte „Schutzhäftlinge“ in Einzelhaft gehalten wurden. In der Nacht zum 12. September wurden Plewman, Yolande Beekman, Madeleine Damerment sowie die am Tag zuvor eingelieferte Noor Inayat Khan in das Konzentrationslager Dachau deportiert. Am Morgen des 13. September 1944 mussten – nach offizieller Darstellung – die vier Frauen in der Nähe des Krematoriums auf dem sandigen Boden niederknien und wurden einzeln mit Genickschüssen getötet. Ihre Leichen wurden verbrannt.

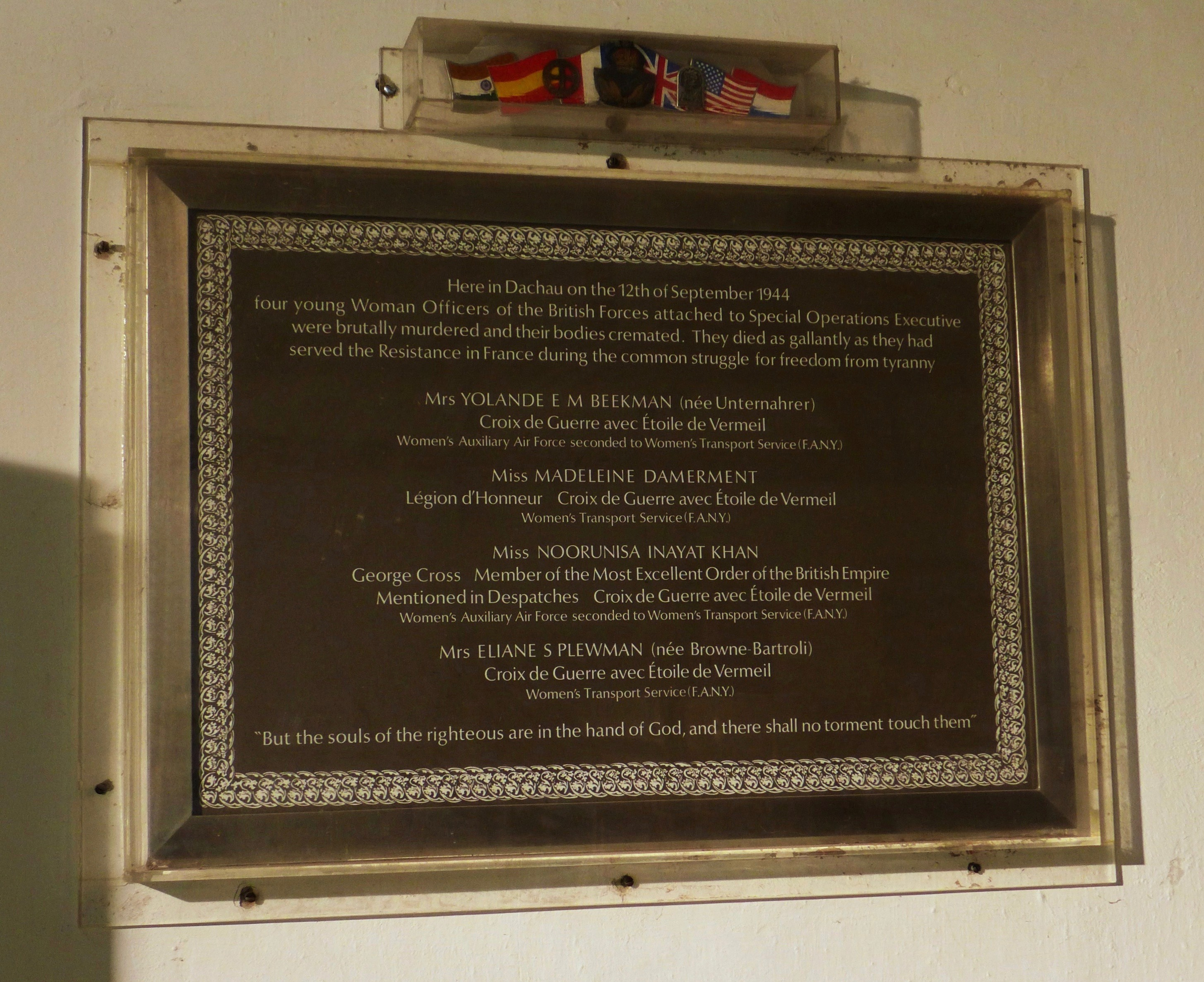
Gedenktafel für die britischen SOE-Kämpferinnen Y. Beekman, M. Damerment, N. Inayat Khan und E. Plewman im Krematorium des KZ Dachau

Posthum wurde Eliane Plewman in England mit der Tapferkeitsmedaille King’s Commendation for Brave Conduct geehrt, Frankreich verlieh ihr das Croix de guerre 1939–1945. Gewürdigt wird sie auch auf einer Gedenktafel des Brookwood Memorial in Surrey, auf dem SOE-Mahnmal in Valençay im Département Indre und auf einer Gedenktafel im Krematorium des KZ Dachau.